# Vietnam en los Juegos Paralímpicos de Londres 2012
Vietnam estuvo representado en los Juegos Paralímpicos de Londres 2012 por once deportistas, seis hombres y cinco mujeres. El equipo paralímpico vietnamita no obtuvo ninguna medalla en estos Juegos.